# فهرست میراث جهانی در جنوب آسیا
فهرست میراث جهانی در جنوب آسیا شامل ۵۱ میراث جهانی در ۶ کشورافغانستان، پاکستان، هند، نپال، سری‌لانکا و بنگلادش می‌شود و پادشاهی بوتان نیز در این منطقه قرار دارد که بدون هیچ میراث می‌باشد.
در این منطقه از آسیا هند با ۲۸ میراث ثبت شده در یونسکو بیشترین میراث جهانی را دارد.
پارک ملی ساگارماتا و دره کاتماندو  در نپال نخستین مکان‌هایی بودند که در ۱۹۷۹ در این منطقه در فهرست میراث جهانی ثبت شدند.
از ۵۱ میراث ثبت شده  از ۷۱ میراث ثبت شده ۴۱ میراث فرهنگی، ۱۰ میراث طبیعی است.
تندیس‌های بودا در بامیان ، منار جام در افغانستان از جمله سه میراث در خطر این منطقه از آسیا هستند.

## شرح
نام; توسط کمیته میراث جهانی فهرست شده اند
مکان;  شهر ٬استان یا نام کشور، با مختصات 
معیارها; ذکر شده برای میراث
مساحت; برپایه هکتار
سال; سالی که در فهرست میراث جهانی ثبت شده‌است.
خطر; سال قرار گرفتن فهرست میراث جهانی در معرض خطر
دلیل;تهدید مورد نظر

## فهرست میراث
| منطقه                                                                         | تصویر | موقعیت | میراث جهانی یونسکو                   | مساحت هکتار(جریب)                                 | سال  | توضیحات | منابع                |
| ----------------------------------------------------------------------------- | --- | --- | ------------------------------------ | ------------------------------------------------- | ---- | --- | -------------------- |
| قلعه آگره                                                                     | Decorated gate to a fortress of red stone. | آگره, اوتار پرادش, هند · ۲۷°۱۱′۰″ شمالی ۷۸°۲′۰″ شرقی / ۲۷٫۱۸۳۳۳°شمالی ۷۸٫۰۳۳۳۳°شرقی                              | فرهنگی: (iii)                        | —                                                 | ۱۹۸۳ | | [ ۷ ]                |
| غارهای آجانتا                                                                 | A line of caves, some with columns on the outside, along a rock face.                                                                                          | Aurangabad District, مهاراشترا, هند · ۲۰°۳۳′۱۲″ شمالی ۷۵°۴۲′۰″ شرقی / ۲۰٫۵۵۳۳۳°شمالی ۷۵٫۷۰۰۰۰°شرقی               | فرهنگی: (i), (ii), (iii), (vi)       | —                                                 | ۱۹۸۳ | | [ ۸ ]                |
| پولونارووا                                                                    | Upper part of a reclining Buddha. | ناحیه پولونارووا, North Central Province, سری‌لانکا · ۷°۵۴′۵۷″ شمالی ۸۱°۰′۲″ شرقی / ۷٫۹۱۵۸۳°شمالی ۸۱٫۰۰۰۵۶°شرقی   | فرهنگی: (ii), (iii), (vi)            | —                                                 | ۱۹۸۲ | | [ ۹ ]                |
| سیگیرییا                                                                      | Foundations of buildings and in the distance a large rock several hundred metres high.                                                                         | ناحیه متاله, Central Province, سری‌لانکا · ۷°۵۷′۰″ شمالی ۸۰°۴۵′۰″ شرقی / ۷٫۹۵۰۰۰°شمالی ۸۰٫۷۵۰۰۰°شرقی              | فرهنگی: (ii), (iii), (iv)            | —                                                 | ۱۹۸۲ | | [ ۱۰ ]               |
| موهن‌جو دارو                                                                   | | استان سند, پاکستان · ۲۷°۱۹′۴۵″ شمالی ۶۸°۸′۲۰″ شرقی / ۲۷٫۳۲۹۱۷°شمالی ۶۸٫۱۳۸۸۹°شرقی                                | فرهنگی: (ii), (iii)                  | ۲۴۰ (۵۹۰)                                         | ۱۹۸۰ | | [ ۱۱ ]               |
| سانچی                                                                         | A heavily decorated gate in front of a stupa. | Raisen District, مادایا پرادش, هند · ۲۳°۲۸′۴۶″ شمالی ۷۷°۴۴′۲۳″ شرقی / ۲۳٫۴۷۹۴۴°شمالی ۷۷٫۷۳۹۷۲°شرقی               | فرهنگی: (i), (ii), (iii), (iv), (vi) | —                                                 | ۱۹۸۹ | | [ ۱۲ ]               |
| Buddhist Ruins of Takht-i-Bahi and Neighbouring City Remains at Sahr-i-Bahlol | | خیبر پختونخوا, پاکستان · ۳۴°۱۹′۱۵″ شمالی ۷۱°۵۶′۴۵″ شرقی / ۳۴٫۳۲۰۸۳°شمالی ۷۱٫۹۴۵۸۳°شرقی                           | فرهنگی: (iv)                         | —                                                 | ۱۹۸۰ | | [ ۱۳ ]               |
| Central Highlands of Sri Lanka                                                | Forested mountains, a settlement, a lake and a characteristic peak in the distance.                                                                            | سری‌لانکا · ۷°۲۷′۹″ شمالی ۸۰°۴۸′۸″ شرقی / ۷٫۴۵۲۵۰°شمالی ۸۰٫۸۰۲۲۲°شرقی                                             | طبیعی: (ix), (x)                     | ۵۶٬۸۴۴ (۱۴۰٬۴۶۰); buffer zone ۷۲٬۶۴۵ (۱۷۹٬۵۱۰)    | ۲۰۱۰ | | [ ۱۴ ]               |
| پارک باستان‌شناسی چامپانر-پاواگاه                                              | Pavagadh Hill | Panchmahal district, گجرات, هند · ۲۲°۲۹′۰″ شمالی ۷۳°۳۲′۰″ شرقی / ۲۲٫۴۸۳۳۳°شمالی ۷۳٫۵۳۳۳۳°شرقی                    | فرهنگی: (iii), (iv), (v), (vi)       | ۱٬۳۲۹ (۳٬۲۸۰); buffer zone ۲٬۹۱۲ (۷٬۲۰۰)          | ۲۰۰۴ | | [ ۱۵ ]               |
| پایانه چاتراپاتی شیواجی                                                       | Large building of reddish stone with columns, cupolas and turrets. The main cupola is topped by a human sculpture.                                             | بمبئی, مهاراشترا, هند · ۱۸°۵۶′۲۴″ شمالی ۷۲°۵۰′۱۰″ شرقی / ۱۸٫۹۴۰۰۰°شمالی ۷۲٫۸۳۶۱۱°شرقی                            | فرهنگی: (ii), (iv)                   | ۲٫۸۵ (۷٫۰)                                        | ۲۰۰۴ | | [ ۱۶ ]               |
| Chitwan National Park                                                         | A lake with tree trunks in the water. | Chitwan District, Narayani Zone, نپال · ۲۷°۳۰′۰″ شمالی ۸۴°۲۰′۰″ شرقی / ۲۷٫۵۰۰۰۰°شمالی ۸۴٫۳۳۳۳۳°شرقی              | طبیعی: (vii), (ix), (x)              | ۹۳٬۲۰۰ (۲۳۰٬۰۰۰)                                  | ۱۹۸۴ | | [ ۱۷ ]               |
| شهر قدیم گوا                                                                  | A stone church. | گوا, هند · ۱۵°۳۰′۸″ شمالی ۷۳°۵۴′۴۲″ شرقی / ۱۵٫۵۰۲۲۲°شمالی ۷۳٫۹۱۱۶۷°شرقی                                          | فرهنگی: (ii), (iv), (vi)             | —                                                 | ۱۹۸۶ | | [ ۱۸ ]               |
| تندیس‌های بودا در بامیان                                                       | A large niche in a rock with the outline of a human figure. | ولایت بامیان, افغانستان · ۳۴°۴۹′۵۵″ شمالی ۶۷°۴۹′۳۶″ شرقی / ۳۴٫۸۳۱۹۴°شمالی ۶۷٫۸۲۶۶۷°شرقی                          | فرهنگی: (i), (ii), (iii), (iv), (vi) | ۱۵۹ (۳۹۰)                                         | ۲۰۰۳ | The site has been listed as فهرست میراث جهانی در معرض خطر since its inscription due to fragile conservation state following abandonment, military action and dynamite explosions; causing dangers such as risk of collapse of Buddha niches, further deterioration of cave murals, looting and illicit excavations. | [ ۱۹ ] [ ۲۰ ]        |
| غارهای الفنتا                                                                 | Sculpture of a three-headed figure. | Elephanta Island, Kolaba district, مهاراشترا, هند · ۱۸°۵۸′۰″ شمالی ۷۲°۵۶′۹″ شرقی / ۱۸٫۹۶۶۶۷°شمالی ۷۲٫۹۳۵۸۳°شرقی  | فرهنگی: (i), (iii)                   | —                                                 | ۱۹۸۷ | | [ ۲۱ ]               |
| غارهای الورا                                                                  | Heavily decorated religious structure cut from dark rock. | Verul , Aurangabad District, مهاراشترا, هند · ۲۰°۱′۳۵″ شمالی ۷۵°۱۰′۴۵″ شرقی / ۲۰٫۰۲۶۳۹°شمالی ۷۵٫۱۷۹۱۷°شرقی       | فرهنگی: (i), (iii), (vi)             | —                                                 | ۱۹۸۳ | | [ ۲۲ ]               |
| فاتح پور سیکری                                                                | | آگره, اوتار پرادش, هند · ۲۷°۵′۴۰″ شمالی ۷۷°۳۹′۵۱″ شرقی / ۲۷٫۰۹۴۴۴°شمالی ۷۷٫۶۶۴۱۷°شرقی                            | فرهنگی: (ii), (iii), (iv)            | —                                                 | ۱۹۸۶ | | [ ۲۳ ]               |
| قلعه لاهور و باغ شالیمار                                                      | Entrance gate to a fort flanked by two large towers. | پنجاب (پاکستان), پاکستان · ۳۱°۳۵′۲۵″ شمالی ۷۴°۱۸′۳۵″ شرقی / ۳۱٫۵۹۰۲۸°شمالی ۷۴٫۳۰۹۷۲°شرقی                         | فرهنگی: (i), (ii), (iii)             | —                                                 | ۱۹۸۱ | The site has been listed as فهرست میراث جهانی در معرض خطر since 2000 because of the destruction of historic water tanks in 1999 to widen a road and deteriorating perimeter walls of the Garden, listed on request of the Pakistan government                                                                       | [ ۲۴ ] [ ۲۵ ]        |
| Golden Temple of Dambulla                                                     | Stupa and statues of bodhisattvas inside a cave. | ناحیه متاله, Central Province, سری‌لانکا · ۷°۵۱′۲۴″ شمالی ۸۰°۳۸′۵۷″ شرقی / ۷٫۸۵۶۶۷°شمالی ۸۰٫۶۴۹۱۷°شرقی            | فرهنگی: (i), (vi)                    | —                                                 | ۱۹۹۱ | | [ ۲۶ ]               |
| معابد بزرگ لیوینگ چولا                                                        | A sculpture of a human shaped figure in a niche. | هند · ۱۰°۴۶′۵۹″ شمالی ۷۹°۷′۵۷″ شرقی / ۱۰٫۷۸۳۰۶°شمالی ۷۹٫۱۳۲۵۰°شرقی                                               | فرهنگی: (ii), (iii)                  | ۲۲ (۵۴); buffer zone ۱۷ (۴۲)                      | ۱۹۸۷ | | [ ۲۷ ]               |
| هامپی                                                                         | Ruins of a large decorated building. | Bellary district, کارناتاکا, هند · ۱۵°۱۸′۵۲″ شمالی ۷۶°۲۸′۱۸″ شرقی / ۱۵٫۳۱۴۴۴°شمالی ۷۶٫۴۷۱۶۷°شرقی                 | فرهنگی: (i), (iii), (iv)             | —                                                 | ۱۹۸۶ | | [ ۲۸ ]               |
| مجموعه تاریخی ماهابالی پورام                                                  | Ruins of a sandstone building with columns. | Chingleput district, تامیل نادو, هند · ۱۲°۳۷′۰″ شمالی ۸۰°۱۱′۳۰″ شرقی / ۱۲٫۶۱۶۶۷°شمالی ۸۰٫۱۹۱۶۷°شرقی              | فرهنگی: (i), (ii), (iii), (vi)       | —                                                 | ۱۹۸۴ | | [ ۲۹ ]               |
| پاتاداکال                                                                     | Stone structure decorated with columns, reliefs and sculptures and a high roof about the central part.                                                         | Badami, Bijapur district, کارناتاکا, هند · ۱۵°۵۶′۵۴″ شمالی ۷۵°۴۹′۰″ شرقی / ۱۵٫۹۴۸۳۳°شمالی ۷۵٫۸۱۶۶۷°شرقی          | فرهنگی: (iii), (iv)                  | ۵٫۵۶ (۱۳٫۷); buffer zone ۱۱۳ (۲۸۰)                | ۱۹۸۷ | | [ ۳۰ ]               |
| Historical Monuments at Makli, Thatta                                         | Ruins of an octagonal building crowned by a cupola. | استان سند, پاکستان · ۲۴°۴۶′۰″ شمالی ۶۷°۵۴′۰″ شرقی / ۲۴٫۷۶۶۶۷°شمالی ۶۷٫۹۰۰۰۰°شرقی                                 | فرهنگی: (iii)                        | —                                                 | ۱۹۸۱ | | [ ۳۱ ]               |
| Historic Mosque City of Bagerhat                                              | Building of red bricks with a roof consisting of many white domes. There are small round towers on the corners of the building each crowned by a white cupola. | ناحیه باگرهات, استان کولنا, بنگلادش · ۲۲°۴۰′۰″ شمالی ۸۹°۴۸′۰″ شرقی / ۲۲٫۶۶۶۶۷°شمالی ۸۹٫۸۰۰۰۰°شرقی                | فرهنگی: (iv)                         | —                                                 | ۱۹۸۵ | | [ ۳۲ ]               |
| آرامگاه همایون                                                                | Red and white stone building topped by a large white cupola and many small turrets.                                                                            | دهلی, هند · ۲۸°۳۵′۳۶″ شمالی ۷۷°۱۵′۲″ شرقی / ۲۸٫۵۹۳۳۳°شمالی ۷۷٫۲۵۰۵۶°شرقی                                         | فرهنگی: (ii), (iv)                   | —                                                 | ۱۹۹۳ | | [ ۳۳ ]               |
| Kathmandu Valley                                                              | Streetscene with various characteristically shaped temple buildings.                                                                                           | Kathmandu Valley, نپال · ۲۷°۴۲′۱۴″ شمالی ۸۵°۱۸′۳۱″ شرقی / ۲۷٫۷۰۳۸۹°شمالی ۸۵٫۳۰۸۶۱°شرقی                           | فرهنگی: (iii), (iv), (vi)            | ۱۶۷ (۴۱۰); buffer zone ۷۰ (۱۷۰)                   | ۱۹۷۹ | The site has been listed as فهرست میراث جهانی در معرض خطر 2003–2007 due to the partial or substantial loss of the traditional elements of six out of seven monument zones and resulting general loss of authenticity and integrity of the whole property.                                                           | [ ۳۴ ]               |
| پارک ملی کازیرانگا                                                            | Grassland with a rhinoceros. | آسام, هند · ۲۶°۴۰′ شمالی ۹۳°۲۵′ شرقی / ۲۶٫۶۶۷°شمالی ۹۳٫۴۱۷°شرقی                                                  | طبیعی: (ix), (x)                     | ۴۲٬۹۹۶ (۱۰۶٬۲۵۰)                                  | ۱۹۸۵ | | [ ۳۵ ]               |
| پارک ملی کلادو                                                                | Grassland under water with deer and a flying heron. | راجستان, هند · ۲۷°۹′۳۲″ شمالی ۷۷°۳۰′۳۱″ شرقی / ۲۷٫۱۵۸۸۹°شمالی ۷۷٫۵۰۸۶۱°شرقی                                      | طبیعی: (x)                           | ۲٬۸۷۳ (۷٬۱۰۰)                                     | ۱۹۸۵ | | [ ۳۶ ]               |
| خاجوراهو                                                                      | Very tall stone structure decorated all over with sculptures.                                                                                                  | مادایا پرادش, هند · ۲۴°۵۱′۸″ شمالی ۷۹°۵۵′۲۰″ شرقی / ۲۴٫۸۵۲۲۲°شمالی ۷۹٫۹۲۲۲۲°شرقی                                 | فرهنگی: (i), (iii)                   | —                                                 | ۱۹۸۶ | | [ ۳۷ ]               |
| لومبینی                                                                       | A large tree next to a water filled pool. | Rupandehi District, Lumbini Zone, نپال · ۲۷°۲۸′۸″ شمالی ۸۳°۱۶′۳۴″ شرقی / ۲۷٫۴۶۸۸۹°شمالی ۸۳٫۲۷۶۱۱°شرقی            | فرهنگی: (iii), (vi)                  | ۱٫۹۵ (۴٫۸); buffer zone ۲۳ (۵۷)                   | ۱۹۹۷ | | [ ۳۸ ]               |
| پرستشگاه ماهابودی                                                             | Very tall steep pyramid shaped stone building with reliefs all over the surfaces.                                                                              | بیهار, هند · ۲۴°۴۱′۴۳″ شمالی ۸۴°۵۹′۳۸″ شرقی / ۲۴٫۶۹۵۲۸°شمالی ۸۴٫۹۹۳۸۹°شرقی                                       | فرهنگی: (i), (ii), (iii), (iv), (vi) | ۴٫۸۶ (۱۲٫۰)                                       | ۲۰۰۲ | | [ ۳۹ ]               |
| پارک ملی مناس                                                                 | Suspension bridge across a river in a forested mountain landscape.                                                                                             | آسام, هند · ۲۶°۴۳′۳۰″ شمالی ۹۱°۱′۵۰″ شرقی / ۲۶٫۷۲۵۰۰°شمالی ۹۱٫۰۳۰۵۶°شرقی                                         | طبیعی: (vii), (ix), (x)              | ۳۹٬۱۰۰ (۹۷٬۰۰۰)                                   | ۱۹۸۵ | | [ ۴۰ ]               |
| منار جام                                                                      | A tall minaret in a river valley. At the top of the nearby mountains there are other, smaller structures.                                                      | ولایت غور, افغانستان · ۳۴°۲۳′۴۸″ شمالی ۶۴°۳۰′۵۸″ شرقی / ۳۴٫۳۹۶۶۷°شمالی ۶۴٫۵۱۶۱۱°شرقی                             | فرهنگی: (ii), (iii), (iv)            | ۷۰ (۱۷۰)                                          | ۲۰۰۲ | The site has been listed as فهرست میراث جهانی در معرض خطر since its inscription due to lack of legal protection, lack of protection measure or management plan and the generally poor condition of the site. | [ ۴۱ ] [ ۴۲ ]        |
| ریل‌های کوهستانی هندوستان                                                      | A small steam locomotive with three blue carriages. | هند · ۱۱°۳۰′۳۷″ شمالی ۷۶°۵۶′۹″ شرقی / ۱۱٫۵۱۰۲۸°شمالی ۷۶٫۹۳۵۸۳°شرقی                                               | فرهنگی: (ii), (iv)                   | ۸۹ (۲۲۰); buffer zone ۶۴۵ (۱٬۵۹۰)                 | ۱۹۹۹ | | [ ۴۳ ] [ ۴۴ ] [ ۴۵ ] |
| پارک ملی ناندا دوی و پارک ملی دره گلها                                        | Mountain valley full of pink flowers. | اوتاراکند, هند · ۳۰°۴۳′ شمالی ۷۹°۴۰′ شرقی / ۳۰٫۷۱۷°شمالی ۷۹٫۶۶۷°شرقی                                             | طبیعی: (vii), (x)                    | ۷۱٬۷۸۳ (۱۷۷٬۳۸۰); buffer zone ۵۱۴٬۲۸۶ (۱٬۲۷۰٬۸۳۰) | ۱۹۸۸ | | [ ۴۶ ]               |
| گالی                                                                          | A white church and white lighthouse near the sea. | Galle, Southern Province, سری‌لانکا · ۶°۱′۱۷″ شمالی ۸۰°۱۳′۷″ شرقی / ۶٫۰۲۱۳۹°شمالی ۸۰٫۲۱۸۶۱°شرقی                   | فرهنگی: (iv)                         | —                                                 | ۱۹۸۸ | | [ ۴۷ ]               |
| قطب منار                                                                      | Red and white building with a white dome and a tall tower or minaret with varying cross sections depending on height.                                          | دهلی, هند · ۲۸°۳۱′۳۳″ شمالی ۷۷°۱۱′۷″ شرقی / ۲۸٫۵۲۵۸۳°شمالی ۷۷٫۱۸۵۲۸°شرقی                                         | فرهنگی: (iv)                         | —                                                 | ۱۹۹۳ | | [ ۴۸ ]               |
| قلعه سرخ (دهلی)                                                               | Gate in a red wall crowned by various small cupolas and turrets.                                                                                               | دهلی, هند · ۲۸°۳۹′۲۰″ شمالی ۷۷°۱۴′۲۷″ شرقی / ۲۸٫۶۵۵۵۶°شمالی ۷۷٫۲۴۰۸۳°شرقی                                        | فرهنگی: (ii), (iii), (vi)            | ۴۹ (۱۲۰); buffer zone ۴۳ (۱۱۰)                    | ۲۰۰۷ | | [ ۴۹ ]               |
| پناهگاه‌های صخره‌ای بهیمبتکا                                                    | Red rock paintings of humans and humans on horses. | مادایا پرادش, هند · ۲۲°۵۵′۴۰″ شمالی ۷۷°۳۵′۰″ شرقی / ۲۲٫۹۲۷۷۸°شمالی ۷۷٫۵۸۳۳۳°شرقی                                 | فرهنگی: (iii), (v)                   | ۱٬۸۹۳ (۴٬۶۸۰); buffer zone ۱۰٬۲۸۰ (۲۵٬۴۰۰)        | ۲۰۰۳ | | [ ۵۰ ]               |
| Rohtas Fort                                                                   | Ruins of the gate to a fortress. | جهلم (شهر), پنجاب (پاکستان), پاکستان · ۳۲°۵۷′۴۵″ شمالی ۷۳°۳۵′۲۰″ شرقی / ۳۲٫۹۶۲۵۰°شمالی ۷۳٫۵۸۸۸۹°شرقی             | فرهنگی: (ii), (iv)                   | —                                                 | ۱۹۹۷ | | [ ۵۱ ]               |
| Ruins of the Buddhist Vihara at Paharpur                                      | Ruins of a structure of red stone now resembling a small hill or mound.                                                                                        | ناحیه نوگان, استان راج‌شاهی, بنگلادش · ۲۵°۲′۰″ شمالی ۸۸°۵۹′۰″ شرقی / ۲۵٫۰۳۳۳۳°شمالی ۸۸٫۹۸۳۳۳°شرقی                 | فرهنگی: (i), (ii), (vi)              | —                                                 | ۱۹۸۵ | | [ ۵۲ ]               |
| انورادهاپورا                                                                  | A large white stupa with an orange border near the bottom. | ناحیه انورادهاپورا, North Central Province, سری‌لانکا · ۸°۲۰′۰″ شمالی ۸۰°۲۳′۰″ شرقی / ۸٫۳۳۳۳۳°شمالی ۸۰٫۳۸۳۳۳°شرقی | فرهنگی: (ii), (iii), (vi)            | —                                                 | ۱۹۸۲ | | [ ۵۳ ]               |
| کندی (سری‌لانکا)                                                               | Administrative or religious building. | Central Province, سری‌لانکا · ۷°۱۷′۳۷″ شمالی ۸۰°۳۸′۲۵″ شرقی / ۷٫۲۹۳۶۱°شمالی ۸۰٫۶۴۰۲۸°شرقی                         | فرهنگی: (iv), (vi)                   | —                                                 | ۱۹۸۸ | | [ ۵۴ ]               |
| Sagarmatha National Park                                                      | A village in a large mountain valley. In the distance very high snow-covered mountains are visible.                                                            | Solukhumbu District, Sagarmatha Zone, نپال · ۲۷°۵۷′۵۵″ شمالی ۸۶°۵۴′۴۷″ شرقی / ۲۷٫۹۶۵۲۸°شمالی ۸۶٫۹۱۳۰۶°شرقی       | طبیعی: (vii)                         | ۱۲۴٬۴۰۰ (۳۰۷٬۰۰۰)                                 | ۱۹۷۹ | | [ ۵۵ ]               |
| Sinharaja Forest Reserve                                                      | Forested hilly landscape. | استان ساباراگامووا and Southern Province, سری‌لانکا · ۶°۲۵′ شمالی ۸۰°۳۰′ شرقی / ۶٫۴۱۷°شمالی ۸۰٫۵۰۰°شرقی           | طبیعی: (ix), (x)                     | ۸٬۸۶۴ (۲۱٬۹۰۰)                                    | ۱۹۸۸ | | [ ۵۶ ]               |
| پارک ملی سانداربنس                                                            | Mangroves on a riverbank. | بنگال غربی, هند · ۲۱°۵۶′۴۲″ شمالی ۸۸°۵۳′۴۵″ شرقی / ۲۱٫۹۴۵۰۰°شمالی ۸۸٫۸۹۵۸۳°شرقی                                  | طبیعی: (ix), (x)                     | ۱۳۳٬۰۱۰ (۳۲۸٬۷۰۰)                                 | ۱۹۸۷ | | [ ۵۷ ]               |
| پرستشگاه خورشید کونارک                                                        | Decorated wheel in stone relief. | Puri district, اوریسا, هند · ۱۹°۵۳′۱۵″ شمالی ۸۶°۵′۴۱″ شرقی / ۱۹٫۸۸۷۵۰°شمالی ۸۶٫۰۹۴۷۲°شرقی                        | فرهنگی: (i), (iii), (vi)             | ۱۱ (۲۷)                                           | ۱۹۸۴ | | [ ۵۸ ]               |
| تاج‌محل                                                                        | A white building with a big and several smaller cupolas framed by four white minarets at each corner.                                                          | آگره, اوتار پرادش, هند · ۲۷°۱۰′۲۷″ شمالی ۷۸°۲′۳۲″ شرقی / ۲۷٫۱۷۴۱۷°شمالی ۷۸٫۰۴۲۲۲°شرقی                            | فرهنگی: (i)                          | —                                                 | ۱۹۸۳ | | [ ۵۹ ]               |
| تکسیلا                                                                        | Ruins of stone buildings. | پنجاب (پاکستان), پاکستان · ۳۳°۴۶′۴۵″ شمالی ۷۲°۵۳′۱۵″ شرقی / ۳۳٫۷۷۹۱۷°شمالی ۷۲٫۸۸۷۵۰°شرقی                         | فرهنگی: (iii), (vi)                  | —                                                 | ۱۹۸۰ | | [ ۶۰ ]               |
| جانتر مانتر                                                                   | A number of stone structures resembling giant sundials and other measurement instruments.                                                                      | جی‌پور, راجستان, هند · ۲۶°۵۵′۲۹″ شمالی ۷۵°۴۹′۳۰″ شرقی / ۲۶٫۹۲۴۷۲°شمالی ۷۵٫۸۲۵۰۰°شرقی                              | فرهنگی: (iii), (iv)                  | ۱٫۸۷ (۴٫۶); buffer zone ۱۵ (۳۷)                   | ۲۰۱۰ | | [ ۶۱ ]               |
| سونداربانس                                                                    | Boat on a river in a densely forested plain. | استان کولنا, بنگلادش · ۲۱°۵۷′۰″ شمالی ۸۹°۱۱′۰″ شرقی / ۲۱٫۹۵۰۰۰°شمالی ۸۹٫۱۸۳۳۳°شرقی                               | طبیعی: (ix), (x)                     | ۱۳۹٬۵۰۰ (۳۴۵٬۰۰۰)                                 | ۱۹۹۷ | | [ ۶۲ ]               |

## یادداشت
1. ↑  The Jerusalem site is not associated with a state by UNESCO and sorts as "Jerusalem".
2. ↑  Extended in 2004 to include the Brihadisvara Temple Complex in Gangaikondacholapuram and the Airavatesvara Temple Complex in Darasuram and name change from Brihadisvara Temple, Thanjavur to the present name.
3. ↑  Minor modification of boundaries in 2006.
4. ↑  Extended in 2005 to include the Nilgiri Mountain Railway and in 2008 to include the Kalka–Shimla Railway. Name change in 2005 from Darjeeling Himalayan Railway to the present name.
5. ↑  Extended in 2005???